# Fotograf 07
Fotograf 07 je kulturní instituce zaměřená na prezentaci a propagaci současného vizuálního umění s těžištěm ve fotografii. Vydává stejnojmenný časopis, provozuje galerii a každoročně pořádá mezinárodní fotografický festival. Vedle této činnosti příležitostně vydává další publikace o fotografii. Nový rezidenční program přerušila po necelém roce epidemie koronaviru. Právně je fungování celé kulturní platformy zastřešeno spolkem Fotograf 07.
Fotograf se již od svých počátků v roce 2002 zaměřil na soudobou uměleckou fotografii s přesahem do dalších uměleckého užívání dalších technických médií (videa, animace apod.). Jeho cílem je propagovat českou, slovenskou a středoevropskou vizuální kulturu navenek a zároveň představovat aktuální témata a zahraniční osobnosti v česko-slovenském kulturním prostoru. V současnosti je jednou z největších středoevropských nestátních institucí kontinuálně se zabývající uměleckou fotografií.

## Fotograf Magazine
Časopis Fotograf vychází od roku 2002 v české a anglické jazykové variantě. Jednotlivá čísla jsou tematicky zaměřená. Jedno číslo ročně se tematicky shoduje se zaměřením příslušného ročníku Fotograf Festivalu. Je jediným českým tištěným časopisem o fotografii, který je distribuován v zahraničí, a po zániku časopisu Umělec i jediným periodikem o vizuálním umění, který v České republice vychází v anglickém jazyce. Kromě současné umělecké fotografie představuje významné historické osobnosti a soubory. V letech 2002–2019 vycházel dvakrát ročně. Od roku 2020 zvýšil periodicitu na tři čísla v jednom kalendářním roce.

## Fotograf Gallery
Fotograf Gallery v Praze byla založena na sklonku roku 2009 jako v pořadí druhý projekt spolku. Hlavním cílem založení bylo rozvíjet představu o současné umělecké fotografii v lokálním prostředí. Navzdory původně zamýšlenému sepětí s konkrétním obsahem jednotlivých čísel časopisu se galerie brzy programově osamostatnila. Zaměřuje se na prezentaci českých a slovenských umělců a umělkyň s občasnými výstavami autorů a autorek ze zahraničí. Obdobně jako časopis není zaměřen výlučně fotograficky a usiluje o širší chápání provázanosti a ovlivňování se mezi médií. Vedle představitelů mladší a střední generace umělců a umělkyň pravidelně poukazuje na kvality umělecké tvorby starší generace nebo na výjimečné soubory již zemřelých osobností.

## Fotograf Festival
Podrobnější informace naleznete na stránce Fotograf Festival.
Fotograf Festival se uskutečňuje každý podzim od roku 2011. Jednotlivé ročníky festivalu se odlišují tematicky. Specifikem festivalu je rozložení událostí mezi vyšší počet spolupracujících institucí v Praze – velkých muzeí umění, nezávislých výstavních prostorů a komerčních galerií. Jeho logickým epicentrem je Fotograf Gallery. Festival je zaměřen mezinárodně. Vedle krátkodobých výstav jsou jeho součástí tematické debaty, prezentace umělců a teoretiků nebo programy pro studenty uměleckých škol a další cílové skupiny. Konkrétní skladba těchto komponent (počet a typ kooperujících institucí, výběr umělců, poměr kolektivních a samostatných výstav, podoba doprovodných programů atd.) je utvářena podle tématu každého ročníku.